# Шимская улица
Шимска́я — улица в Великом Новгороде. Находится на юго-западе Софийской стороны.
Проходит от улицы Каберова-Власьевской до Псковской. Имеет т-образный перекрёсток с Прусской улицей. Протяжённость — 890 м.
Образовалась в 1945 году. Названа по райцентру Шимск. 11 февраля 1954 года к Шимской была присоединена Демянская улица.
Застроена частными домами.